# Jean Castagnez
Jean Castagnez, né le 29 avril 1902 à Castillonnès (Lot-et-Garonne) et mort le 5 juillet 1976 à Cadillac (Gironde), est un homme politique français.

## Biographie
Après ses études secondaires, Jean Castagnez entre dans les contributions directes et devient contrôleur des impôts en 1922. Il s'investit dans la politique et l'action syndicale. Dans le même temps, il reprend ses études et devient docteur en droit. Militant de la Section française de l'Internationale ouvrière, proche de Vincent Auriol, il devient député du Cher, élu de la circonscription de Sancerre, en 1932. Réélu en 1936 lors de la victoire du Front populaire, il vote en faveur de la remise des pleins pouvoirs au Maréchal Pétain en juillet 1940.
Jean Castagnez est exclu de la SFIO en 1945. Il participe alors à la création du Parti socialiste démocratique, structure regroupant des socialistes SFIO « épurés » en raison de leur attitude sous le régime de Vichy, sous l'égide de l'ancien secrétaire général de la SFIO, Paul Faure. Il collabore également au journal fondé par ce dernier, La République libre.
Devenu avocat à la Cour d'appel de Paris, il ne retrouve pas de mandat politique national et décède en 1976.